# یاس شیروانی
آزاد درخت یا سنجد تلخ یا زهر زمین یا زیتون تلخ یا طاق درختی است از تیره سماقیان که گل‌های بنفش و معطر دارد. میوه این درخت دارای پوسته سمی است.